# Fritz Abel
Friedrich „Fritz“ Abel (* 7. Dezember 1939 in Worms) ist ein deutscher Didaktiker und Romanist sowie Hochschullehrer.

## Leben
Nach der Promotion zum Dr. phil. in Tübingen 1969 und Habilitation 1977 wurde Abel 1977 ordentlicher Professor für Didaktik der romanischen Sprachen und Literaturen in Augsburg und wohnte in Stadtbergen-Leitershofen.

## Schriften (Auswahl)
- L’ adjectif démonstratif dans la langue de la Bible latine. Étude sur la formation des systémes déictiques et de l’article défini des langues romanes. Tübingen 1971, ISBN 3-484-52030-2.
- Le mouvement occitaniste contemporain dans la région de Toulouse, d'après les articles occitans parus dans la „Dépêche du Midi“ (1969–1972). Pour Gerhard Rohlfs, à l’occasion de son quatre-vingtième anniversaire, 14. juillet 1972. Tübingen 1973, ISBN 3-87808-037-9.
- als Hrsg. mit Jürgen Lang: Der Französischunterricht auf der Oberstufe der Gymnasien. Bericht über zwei Umfragen unter romanistischen Studienanfängern. Avec un résumé en français: L'enseignement du français dans les classes terminales des lycées allemands. Tübingen 1984, ISBN 3-87808-219-3.
- als Hrsg. mit Hanspeter Plocher: Romanistik. Hinweise für Abiturienten, Studienorte, Fächerverbindungen. Augsburg 1988, ISBN 3-923549-25-3.